# Jackie's Bag
Jackie's Bag è un album di Jackie McLean, pubblicato dalla Blue Note Records nel luglio del 1961. Il disco fu registrato negli studi di Rudy Van Gelder di Hackensack (1959) e di Englewood Cliffs (1960), New Jersey (Stati Uniti) nelle date indicate nella lista tracce.

## Tracce
Brani composti da Jackie McLean, tranne dove indicato
Lato A
1. Quadrangle – 4:42 – Registrato il 18 gennaio 1959
2. Blues Inn – 9:05 – Registrato il 18 gennaio 1959
3. Fidel – 7:08 – Registrato il 18 gennaio 1959

Durata totale: 20:55
Lato B
1. Appointment in Ghana – 6:57 – Registrato il 1º settembre 1960
2. A Ballad for Doll – 3:16 – Registrato il 1º settembre 1960
3. Isle of Java – 7:27 (Tina Brooks) – Registrato il 1º settembre 1960

Durata totale: 17:40
Edizione CD del 2003, pubblicato dalla Blue Note Records
Brani composti da Jackie McLean, tranne dove indicato
1. Quadrangle – 4:42
2. Blue Inn – 9:05
3. Fidel – 7:08
4. Appointment in Ghana – 6:57
5. A Ballad for Doll – 3:16
6. Isle of Java – 7:27 (Tina Brooks)
7. Street Singer – 10:15 (Tina Brooks)
8. Melonae's Dance – 6:46
9. Medina – 6:44 (Tina Brooks)

Durata totale: 62:20
- Brani nr. 7, 8 e 9, registrati il 1º settembre 1960 a Englewood Cliffs, New Jersey (Stati Uniti)

## Musicisti
A1, A2 e A3 / CD - nr. 1, 2, 3
- Jackie McLean - sassofono alto
- Donald Byrd - tromba
- Sonny Clark - pianoforte (brani: Blue Inn e Fidel)
- Paul Chambers - contrabbasso
- Philly Joe Jones - batteria

B1, B2 e B3 / CD - nr. 4, 5, 6, 7, 8 e 9
- Jackie McLean - sassofono alto
- Blue Mitchell - tromba
- Tina Brooks - sassofono tenore
- Kenny Drew - pianoforte
- Paul Chambers - contrabbasso
- Art Taylor - batteria